# Kohliger Chondrit

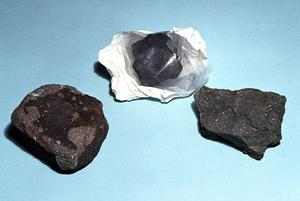
Verschiedene kohlige Chondrite. Von links nach rechts: Allende (CV), Tagish Lake (CI), Murchison (CM)

Die kohligen Chondrite stellen eine besondere Form der Steinmeteorite bzw. der Chondrite dar. Sie machen etwa 2 bis 3 Prozent der bisher gefundenen Meteoriten aus.
Sie enthalten einen hohen Anteil an Kohlenstoff (bis zu 3 %), der in Form von Graphit, Karbonaten und organischen Verbindungen, darunter Aminosäuren, vorliegt. Darüber hinaus enthalten sie Wasser und Minerale, die durch den Einfluss von Wasser verändert wurden. Die kohligen Chondriten waren keinen höheren Temperaturen ausgesetzt, so dass sie kaum durch thermische Prozesse verändert wurden. Einige kohlige Chondrite, wie der Allende-Meteorit, enthalten Calcium-Aluminium-reiche Einschlüsse (CAIs). Es handelt sich dabei um Verbindungen, die früh aus dem solaren Urnebel auskondensierten und die ältesten im Sonnensystem entstandenen Minerale darstellen dürften.
Manche primitive kohlige Chondrite, wie etwa der CM-Chondrit Murchison, enthalten präsolare Minerale, darunter Siliziumkarbid und winzige nur nanometergroße Diamanten, die offensichtlich nicht in unserem Sonnensystem gebildet wurden. Diese präsolaren Minerale wurden vermutlich bei der Explosion einer nahen Supernova oder in der Umgebung eines pulsierenden Roten Riesen (genauer: eines sogenannten AGB-Sterns) gebildet, bevor sie in die Materiewolke gelangten, aus welcher sich unser Sonnensystem bildete. Bei derartigen Sternexplosionen werden Druckwellen freigesetzt, die Materiewolken in ihrer Umgebung verdichten können, was zur Bildung neuer Sterne und Sonnensysteme führen kann.
Ein weiterer kohliger Chondrit, der Flensburg-Meteorit (2019), lieferte den Nachweis für das bis dato früheste bekannte Vorkommen von flüssigem Wasser im jungen Sonnensystem.

## Einteilung
Anhand ihrer chemischen Zusammensetzung werden die kohligen Chondrite in die Gruppen CI, CB, CM, CV, CO, CR, CK, CH und CL eingeteilt.

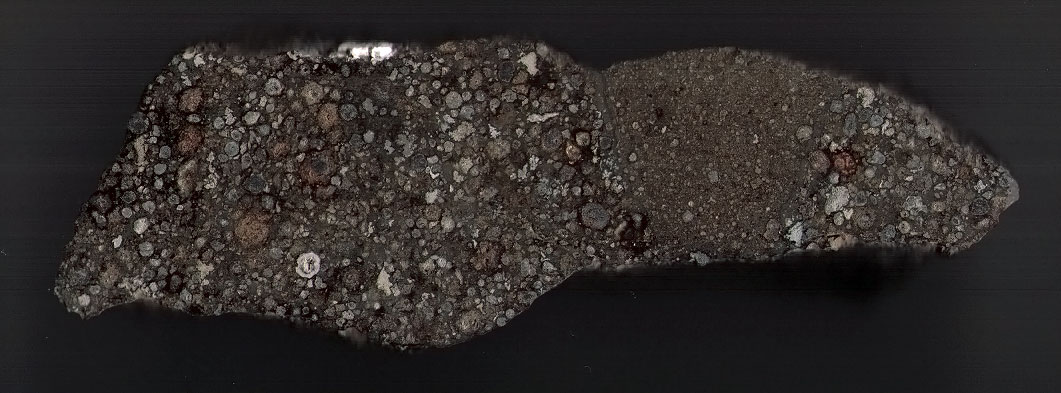
NWA 3118, kohliger Chondrit, CV3

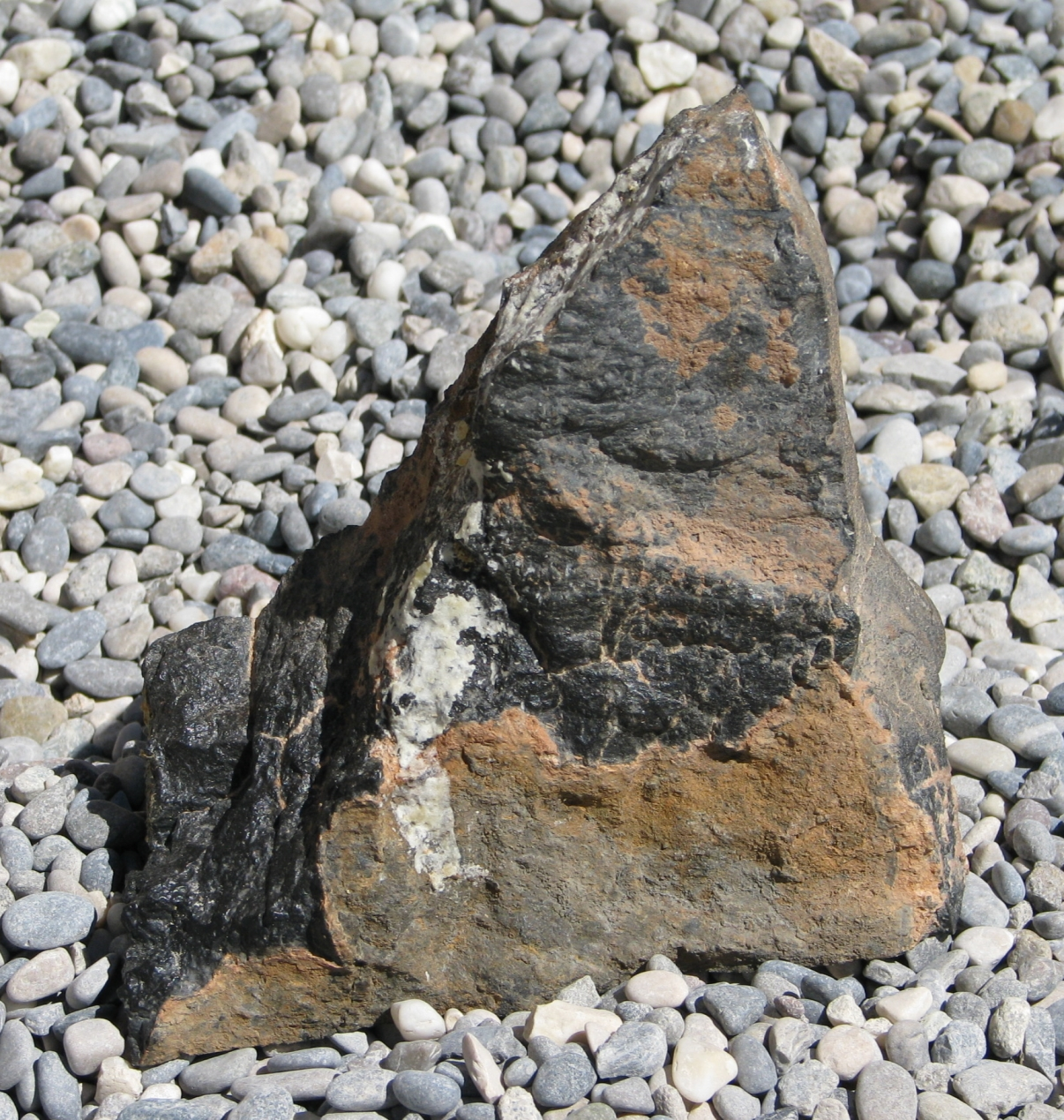
Splitter „Matterhorn“ vom Kohligen Chondrit HaH 280; CK4

- CI-Chondrite (C1), benannt nach dem Fall von Ivuna, Tansania, enthalten einen hohen Gehalt an Wasser (bis zu 20 %) sowie zahlreiche organische Verbindungen wie Aminosäuren. Sie wurden im Laufe ihres Daseins nicht über 50 °C erwärmt und dürften im äußeren Sonnensystem entstanden sein. Möglicherweise sind sie Bestandteile ehemaliger Kometen. Die CI-Chondrite enthalten keine sichtbaren Chondren, da diese durch das Wasser zerstört wurden.[1]
- CB-Chondrite (Bencubbin, Australien) bestehen zu je etwa 50 % aus Nickel-Eisen und Silikaten. Trotz ihres hohen Eisengehalts werden die Meteoriten nicht zu den Stein-Eisen-Meteoriten gezählt. Vielmehr sind sie aufgrund ihrer mineralogischen Eigenschaften und chemischen Zusammensetzung eng mit dem CR-Chondriten verwandt. Vertreter dieser Gruppe werden auch als "Bencubbiniten" bezeichnet. Die Bencubbinite sind möglicherweise in der Grenzschicht zwischen dem Nickel-Eisen-Kern und dem silikatischen Mantel eines C-Asteroiden entstanden.
- CM-Chondrite (Mighei, Ukraine) sind den CI-Chondriten von ihrer chemischen Zusammensetzung her ähnlich, enthalten jedoch weniger Wasser. Sie weisen deutliche Chondren und häufig Einschlüsse von CAIs auf. Die CM-Chondriten dürften ebenfalls im äußeren Sonnensystem entstanden sein.[1]
- CV-Chondrite (Vigarano, Italien) sind von ihrer chemischen Zusammensetzung und Struktur her den gewöhnlichen Chondriten ähnlich. Sie enthalten jedoch im Gegensatz zu diesen Meteoriten Spuren von Wasser und organische Substanzen. CV-Chondrite weisen deutlich sichtbare Chondren und zahlreiche CAIs auf.
- CO-Chondrite (Ornans, Frankreich) sind chemisch ähnlich zusammengesetzt wie die CV-Chondriten. Sie sind jedoch dunkler und weisen sehr kleine Chondren und wesentlich weniger CAIs auf.
- CR-Chondrite (Renazzo, Italien) ähneln den CM-Chondriten, enthalten jedoch mehr Nickel-Eisen und Eisensulfid. Spektroskopische Untersuchungen zeigen eine Übereinstimmung mit Pallas, dem zweitgrößten Asteroiden des Asteroiden-Hauptgürtels. Möglicherweise stammen die CR-Chondriten von diesem Himmelskörper.
- CK-Chondrite (Karoonda, Australien) besitzen einen hohen Anteil des Minerals Magnetit, das diesen Meteoriten ein mattschwarzes Äußeres verleiht. CK-Chondrite enthalten verschieden große Chondren und gelegentlich Einschlüsse von CAIs.
- CH-Chondrite (High-Iron) enthalten einen hohen Anteil an Nickel-Eisen, oft mehr als 50 Gewichtsprozent.
- CL-Chondrite (Loongana, Australien) sind eine 2021 aufgrund neuer Analysen definierte Untergruppe mit zunächst fünf Vertretern. Sie zeichnen sich unter anderem durch einen starken Abbau flüchtiger Elemente aus sowie durch eine Anreicherung von Sauerstoff.[6]